# تمام (ترانه لیندزی لوهان)
«تمام» (به انگلیسی: Over) ترانه‌ای از هنرپیشه و خواننده لیندزی لوهان می‌باشد که در نخستین آلبوم استودیویی وی تحت عنوان حرف بزن (۲۰۰۴) قرار دارد. «تمام» از لحاظ غنایی درمورد دوست‌پسری می‌باشد که پایبند نیست و اینکه رابطهٔ آن‌ها «روشن می‌شود سپس دوباره خاموش می‌شود» به نظر می‌رسد.